# Gliossale
Il gliossale, nome IUPAC ossaldeide (nome sistematico: etandiale), è il più semplice delle dialdeidi e anche dei composti dicarbonilici; la sua formula è C2H2O2 o, in forma semistrutturale, (HC=O)2.
Data la scarsa stabilità, viene comunemente commercializzato sotto forma di soluzione acquosa al 40% in massa. L'etindiolo (HO-C≡C-OH) è il suo tautomero instabile.

## Proprietà e struttura molecolare
Il gliossale è un composto termodinamicamente molto stabile: ΔHƒ°gas = -212 kJ/mol, ma non altrettanto cineticamente: allo stato liquido è soggetto a oligomerizzazione/polimerizzazione e all'aria si ossida facilmente. Allo stato solido appare di aspetto cristallino ed è polimerico; è incolore alle basse temperature e per progressivo riscaldamento depolimerizza dando infine un vapore monomerico verde; per condensazione del vapore (51 °C) si ottiene un liquido giallo pallido, volatile e infiammabile, dal lieve odore aspro; raffreddato oltre il punto di solidificazione (15 °C), dà luogo a un solido giallo che lentamente polimerizza, divenendo incolore a temperature più basse.
La molecola del gliossale è planare, gli atomi di carbonio e di ossigeno sono ibridati sp2, con angoli su C che dovrebbero essere vicini a 120°. Per essa sono possibili due conformazioni, interconvertibili (con barriera energetica) tramite rotazione di 180° di un frammento –CHO attorno al legame con l'altro frammento uguale. Una conformazione è la s-cis (simmetria C2v) con i due O (e i due H) da una stessa parte, e l'altra è la s-trans (simmetria C2h), che più stabile di 1125 cm-1 e che prevale sulla prima.
La struttura della molecola è stata indagata in fase gassosa a più riprese con la spettrosopia rotazionale nella regione delle microonde e con la diffrazione elettronica. Quest'ultima, per la conformazione s-trans,  fornisce i seguenti dati su lunghezze (r) e angoli (∠) di legame:
r(C–H) = 113,2 pm; r(C–C) = 152,6 pm; r(C=O) = 121,2 pm;
∠(HCC) = 112,2°; ∠(CCO) = 121,2° ∠(HCO) = 126,6°.
Il legame C–H è significativamente più lungo del normale (109 pm), ed anche rispetto a quello nella formaldeide (111,6 pm); il legame C–C è anch'esso abbastanza più lungo di quanto atteso (148 pm) per un legame singolo tra due carboni sp2; un tale allungamento è attribuito alla vicinanza di due cariche parziali positive sugli atomi di carbonio. La lunghezza del legame C=O appare sostanzialmente normale (120 pm), e quasi uguale a quello nella formaldeide (120,78 pm).
Mentre l'angolo CCO è quasi normale (120°), quello HCC è parecchio più stretto, e quello HCO è molto più ampio. Una determinazione strutturale sul gliossale nella conformazione s-cis (microonde) ha fornito i seguenti valori:
r(C–H) = 113,0 pm; r(C–C) = 151,4 pm; r(C=O) = 120,7 pm;
∠(HCC) = 116,2°; ∠(CCO) = 123,4° ∠(HCO) = 120,4°.
Il momento dipolare della molecola in questa conformazione è 4,80 D, mentre nell'altra è ovviamente nullo.

## Sintesi
Il gliossale viene prodotto tramite ossidazione dell'etanolo o dell'acetaldeide con acido nitrico. Un'altra metodica sfrutta l'ossidazione del glicol etilenico in fase vapore utilizzando ossido di rame come catalizzatore.
Una sintesi di laboratorio consiste nell'ossidazione della paraldeide con acido selenioso.

## Utilizzi
Il gliossale reagisce in modo simile alla formaldeide nei confronti dei gruppi ossidrilici e amminici della cellulosa e delle proteine, riducendo perciò la loro sensibilità all'acqua. Il gliossale viene quindi utilizzato nell'industria tessile per creare tessuti resistenti al restringimento durante il loro lavaggio. Nell'industria cartaria viene utilizzato per aumentare la resistenza all'acqua della carta; trova anche utilizzo nella concia delle pelli. Nell'industria farmaceutica viene usato come precursore nella sintesi di composti imidazolici o idantoinici.